# Chicago VIII
Chicago VIII es el séptimo álbum de estudio de la banda de rock estadounidense Chicago, publicado en 1975. En 2002, Chicago VIII fue remasterizado y relanzado por Rhino Records con dos canciones inéditas: "Sixth Sense" (una pieza instrumental) y "Bright Eyes", así como una versión de "Satin Doll".

## Lista de canciones

### Lado A
1. "Anyway You Want" - 3:40
2. "Brand New Love Affair, Part I & II - 4:30"
3. "Never Been in Love Before" - 4:11
4. "Hideaway" - 4:45
5. "Till We Meet Again" - 2:04

### Lado B
1. "Harry Truman"	- 3:02
2. "Oh, Thank You Great Spirit" - 7:20
3. "Long Time No See" - 2:47
4. "Ain't It Blue?" - 3:27
5. "Old Days" - 3:32

## Créditos
- Peter Cetera – bajo, voz
- Terry Kath – guitarras, voz
- Robert Lamm – teclados, coros
- Lee Loughnane – trompeta, coros
- James Pankow – trombón, arreglos de bajo
- Walter Parazaider – saxofón, flauta
- Danny Seraphine – batería, percusión
- Laudir de Oliveira - percusión